# Rúrik Gíslason
Rúrik Gíslason, né le 25 février 1988 à Reykjavik, est un footballeur islandais évoluant au poste de milieu offensif. 
Il est également acteur, danseur et mannequin.

## Biographie
Le 3 novembre 2020, il confirme à la télévision islandaise mettre fin à sa carrière de footballeur pour en commencer une nouvelle dans le cinéma ou dans la musique. 
En 2021, il participe, à la 14e saison de Let's Dance, la version allemande de Danse avec les stars.

## Sélection islandaise
Rúrik Gíslason fait ses débuts en sélection comme titulaire lors d'un match amical perdu (1-2) à Kópavogur face aux Îles Féroé le 22 mars 2009.
Il joue son premier match en compétition officielle le 5 septembre 2009 lors d'un match de qualification pour la Coupe du monde 2010 face à la Norvège (1-1).
Il fait partie de la liste des 23 joueurs islandais sélectionnés pour disputer la Coupe du monde de 2018 en Russie. Il y jouera deux des trois matchs de poules face à l'Argentine, le Nigeria et la Croatie. Les Islandais sont éliminés dès la phase de groupes. 

## Palmarès
- FC Copenhague
  - Champion du Danemark en 2013.